# Zamaana Deewana – Die Liebenden
Zamaana Deewana – Die Liebenden ist ein Film, entstanden unter der Regie von Ramesh Sippy. Gedreht wurde er im Jahr 1995 und ist eine indische Filmproduktion.

## Handlung
Suraj und Lala waren gute Freunde, bevor sie auf die gemeinen Tricks von Sundar hereingefallen sind, so sehr, dass Lala glaubt, Suraj sei für den Tod seiner Frau verantwortlich.
Sie wurden die größten Feinde und veranstalteten ein Chaos in der Stadt, wie Straßenbanden es tun. Der Polizeikommissar, der Kriminalpsychologe KD Kamdev Singh und Shalini entwickeln einen Plan, um Rahul, den aufgeweckten und lebhaften Sohn von Suraj, Priya, der immer anmutigen und eleganten Tochter von Lala näher und damit auch die beiden Seiten wieder zusammenzubringen.
Zuerst stellt sich KD nur in seiner Fantasie vor was passieren soll. Shalini und er machen sich auf die Suche nach Rahul und Priya, und als sie Priya an ihrem Geburtstag finden wird sie verlobt. Rahul wettet mit KD, dass er Priya dazu bringen wird, sich in ihn zu verlieben. Um nicht ihren verlobten Bobby zu heiraten, macht Priya das Spiel mit und die beiden tun so, als wären sie verliebt, jedoch als Rahul sie von ihrer Hochzeit entführt, gestehen sie KD alles, und dass sie das nur gemacht hätten, damit Priya nicht heiratet.
Suraj Singh verspricht Lala seine Tochter zurückzuholen, was auch passiert. Bobby verprügelt KD Koma-reif. Surendra befiehlt seinen Leuten KD endgültig zu töten, was sie aber nicht schaffen, da Rahul, Priya und Shalini ihn an einem sicheren Ort verstecken. Rahul und Priya kehren zurück nach Hause und als sie sich verabschiedeten merkten sie, dass sie ineinander verliebt sind. Die beiden Väter sind keinesfalls einverstanden, jedoch sagt Lala die Hochzeit von Bobby und Priya ab. Surendra bringt Priya zu ihrer Mutter, von der alle dachten, dass sie tot ist. Er erzählt ihnen die ganze Wahrheit und erpresst Priya. Wenn sie seinen Sohn nicht heiratet, wird ihre Mutter endgültig sterben. Priya erzählt Rahul davon und er schafft es, ihre Mutter zu retten und zur Hochzeit ihrer Tochter zu bringen. Lala und Suraj vertragen sich wieder und Surendra und sein Sohn, sowie seine Leute, werden festgenommen. Rahul und Priya machen noch einmal eine Wette und egal, ob Rahul oder Priya verliert bzw. gewinnt, der Einsatz ist, dass einer den anderen heiraten muss.